# Hanna i els monstres
Hanna i els monstres és una pel·lícula d'animació infantil de 2023 dirigida per Lorena Ares (en el seu primer llargmetratge). L'equip de guió està format per Cristina Broquetas, Ángeles Hernández, David Matamoros, Raúl Portero i José Pérez Quintero. Compta amb versions en català i castellà.

## Sinopsi
Hanna, una nena encantadora amb una passió pels monstres, aconsegueix un dia viatjar fins al poble on viuen: Monsterville. En arribar allà, descobreix que aquests éssers tenen por als humans i carreguen amb moltes pors i complexos. Tot i això, no tots els monstres estan d'acord amb la presència d'una humana en el seu món, i intentaran utilitzar la nena per tancar de manera definitiva qualsevol contacte amb l'exterior. Això comporta el risc que la Hanna quedi atrapada a Monsterville per sempre.  

## Producció
Es tracta d'una producció catalana Mr Miyagi Films i Doce Entertainment, ambdues empreses amb seu a Barcelona, en coproducció amb Fabrique Fantastique. Compta amb la participació de TV3 i RTVE.

## Estrena
Hanna i els monstres es va exhibir al fòrum europeu de la coproducció Cartoon Movie 2021 i es va projecte al Festival de Màlaga de 2023. El 21 d'abril de 2023 es va estrenar als cinemes a càrrec d'Alfa Pictures. L'agost de 2023 es va incorporar al catàleg de Movistar+.